# Élections municipales gambiennes de 2018
Les élections municipales gambiennes de 2018 ont lieu le 12 avril 2018 afin de renouveler pour cinq ans les membres des conseils municipaux de la Gambie.
Elles voient la victoire du Parti national du peuple (NPP) du Président Adama Barrow.